# The Negotiation (película de 2018)
The Negotiation (hangul:협상; romanización revisada del coreano: Hyeobsang) es una película surcoreana de 2018 dirigida por Lee Jong-seok y protagonizada por Son Ye-jin y Hyun Bin. La película, producida por JK Film, se estrenó el 19 de septiembre de 2018.

## Sinopsis
Ha Chae-Yoon (Son Ye-jin), experta negociadora de la Policía Metropolitana en Seúl, debe negociar en un plazo de 12 horas con un traficante de armas, Min Tae-gu (Hyun Bin), que ha tomado como rehenes a un policía y un reportero coreanos en Bangkok y amenaza con matarlos.

## Reparto

### Principal
- Son Ye-jin como Ha Chae-yoon.[7]
- Hyun Bin como Min Tae-gu.[8]

### Secundario
- Kim Sang-ho como Ahn Hyuk-soo.
- Jang Young-nam como el jefe de sección Han.
- Jang Gwang como Hwang Soo-suk.
- Choi Byung-mo como el secretario Kong.[9]
- Jo Young-jin como el presidente Koo.
- Kim Jong-goo como el CEO Yoon.
- Yoo Yeon-soo como el jefe Moon.
- Lee Joo-young como Lee Da-bin.
- Kim Min-sang como el subdirector del departamento Park.
- Park Sung-geun como un oficial de operaciones.
- Han Ki-joong como el general Son.
- Park Soo-young como el jefe de sección Choi.[10]
- Jung In-gyeom como Lee Sang-mok.
- Lee Si-a como Yoo Yeon-joo.
- Lee Hak-joo como Park Min-woo.
- Park Hyung-soo como un agente del NIS.
- Kim Si-eun como Lee Jong-seok.[11]

### Apariciones especiales
- Lee Moon-sik como el capitán Jung.

## Producción
El rodaje comenzó el 17 de junio de 2017 en Paju, provincia de Gyeonggi.

## Estreno
La película se estrenó en Corea del Sur el 19 de septiembre de 2018.
En septiembre de 2018, la película se vendió a más de 22 países. Fue estrenada en Estados Unidos el 20 de septiembre, en Singapur, Malasia y Brunéi el 4 de octubre, en Hong Kong y Macao a principios de octubre, en Vietnam y Taiwán el 19 de octubre y en Indonesia el 24 de octubre de 2018.

## Recepción
En su día de estreno, la película terminó en cuarto lugar en la taquilla coreana, recaudando 576.290 dólares de 81.022 espectadores. Durante su primer fin de semana, la película terminó en tercer lugar con 3,6 millones de dólares y 445.098 espectadores. A lo siete días de su estreno, el 25 de septiembre de 2018, superó el millón de entradas.
Durante su segundo fin de semana, la película tuvo una caída del 18% en ingresos brutos con 3 millones de dólares y 368.689 espectadores, terminando en segundo lugar, detrás de The Great Battle. La película cayó al quinto lugar durante su tercer fin de semana, ganando 333.567 dólares brutos de 42.215 espectadores.
Al 7 de diciembre de 2020, la película había tenido una audiencia de 1.967.750 espectadores y había recaudado 15.255.220 dólares.
Shim Sun-ah, de la agencia de noticias Yonhap, elogió la película y escribió: «El director Lee construye una trama fascinante repleta de giros, brindando al público entretenimiento al borde del asiento casi hasta el final. Las excelentes actuaciones de Son y Hyun Bin ayudan a pasar por alto algunas lagunas lógicas en la película. Hyun Bin también interpreta de manera impresionante al villano de sangre fría. La banda sonora y la cinematografía mejoran la calidad de la película. En general, la película es un thriller de suspenso apasionante».
Según el Film Journal International, «es reconfortante ver a una mujer al frente y al centro en un thriller de acción, y este melodrama de rehenes de Corea ofrece un nivel de emociones y giros... [la película] está llena de escenas de acción impresionantemente cinéticas y está muy bien editada».
Para Kevin Crust (Los Angeles Times), sin embargo, «a pesar de estar cargada de giros melodramáticos y un último acto sobrecargado, la película nunca se convierte en el thriller que aspira a ser». Por último, Kim So-yeon (Hankyung.com) elogia el rodaje en paralelo de las escenas con sendos protagonistas, pero critica el desenlace: «La elección elegida para resolver el conflicto que se desarrolla es tan fácil y monótona, que también reduce el interés que se ha ido construyendo paso a paso desde el principio.» 